# 小行星10289
小行星10289（10289 Geoffperry）是一颗绕太阳运转的小行星，为主小行星带小行星。该小行星于1984年8月24日发现。

## 轨道参数
小行星10289的轨道半长轴为3.1923339 UA，离心率为0.2。